# Atyrau
Atyrau (in kazako e in russo Атырау?), conosciuta anche come Jaizk e Guriev, è una città del Kazakistan capitale dell'omonima regione. Si trova 2.700 chilometri a ovest di Almaty e 350 chilometri a est della città russa di Astrachan'. Nel 1999 aveva 142 500 abitanti, di cui per l'80% di etnia kazaka e per il 20% russi e ucraini.

## Storia
La città fu fondata come Jaizk nel 1645 da un commerciante russo chiamato Guriev. Con il nome del fondatore la città fu conosciuta dal 1708 al 1992. Era un avamposto militare russo a causa della sua posizione strategica. Saccheggiata in più occasioni dai Cosacchi, è stata più volte ricostruita.

## Geografia fisica
Atyrau, assieme ad Aktau, è il porto principale del Kazakistan e si trova sulle rive del mar Caspio. È situata all'interno della cosiddetta depressione caspica, a circa 20 metri al di sotto del livello del mare. Atyrau è considerata divisa tra Asia ed Europa, poiché si trova sul delta del fiume Ural, considerato il confine tra i due continenti.

### Clima
| Atyrau (1991-2020) Fonte:   | Mesi         | Mesi         | Mesi         | Mesi         | Mesi        | Mesi        | Mesi        | Mesi        | Mesi        | Mesi         | Mesi         | Mesi         | Stagioni | Stagioni | Stagioni | Stagioni | Anno  |
| Atyrau (1991-2020) Fonte:   | Gen          | Feb          | Mar          | Apr          | Mag         | Giu         | Lug         | Ago         | Set         | Ott          | Nov          | Dic          | Inv      | Pri      | Est      | Aut      | Anno  |
| --------------------------- | ------------ | ------------ | ------------ | ------------ | ----------- | ----------- | ----------- | ----------- | ----------- | ------------ | ------------ | ------------ | -------- | -------- | -------- | -------- | ----- |
| T. max. media (°C)          | −3,0         | −1,3         | 6,8          | 17,3         | 25,3        | 31,3        | 33,7        | 32,2        | 24,7        | 15,6         | 5,3          | −1,2         | −1,8     | 16,5     | 32,4     | 15,2     | 15,6  |
| T. media (°C)               | −6,4         | −5,6         | 1,9          | 11,6         | 19,4        | 25,1        | 27,4        | 25,6        | 18,4        | 10,2         | 1,5          | −4,2         | −5,4     | 11,0     | 26,0     | 10,0     | 10,4  |
| T. min. media (°C)          | −9,3         | −9,0         | −2,1         | 6,5          | 13,7        | 18,8        | 21,0        | 19,2        | 12,7        | 5,5          | −1,6         | −7,0         | −8,4     | 6,0      | 19,7     | 5,5      | 5,7   |
| T. max. assoluta (°C)       | 10,5 (2007)  | 15,0 (1958)  | 26,3 (2008)  | 32,5 (1972)  | 38,9 (2021) | 42,8 (2021) | 42,7 (1984) | 44,6 (1940) | 40,1 (2003) | 29,6 (2004)  | 20,0 (2020)  | 11,8 (1947)  | 15,0     | 38,9     | 44,6     | 40,1     | 44,6  |
| T. min. assoluta (°C)       | −37,9 (1909) | −37,4 (1954) | −32,3 (1954) | −12,3 (1898) | −2,3 (1952) | 2,3 (1967)  | 8,1 (1947)  | 4,8 (1973)  | −5,7 (1958) | −15,7 (1976) | −29,8 (1957) | −35,8 (1892) | −37,9    | −32,3    | 2,3      | −29,8    | −37,9 |
| Nuvolosità (okta al giorno) | 6,8          | 5,7          | 5,9          | 5,5          | 4,9         | 4,4         | 4,0         | 3,6         | 3,6         | 4,6          | 6,3          | 6,8          | 6,4      | 5,4      | 4,0      | 4,8      | 5,2   |
| Precipitazioni (mm)         | 16           | 12           | 16           | 17           | 28          | 17          | 12          | 10          | 9           | 18           | 16           | 16           | 44       | 61       | 39       | 43       | 187   |
| Giorni di pioggia           | 4            | 4            | 6            | 8            | 9           | 7           | 6           | 5           | 5           | 8            | 10           | 6            | 14       | 23       | 18       | 23       | 78    |
| Nevicate (cm)               | 3            | 6            | 2            | 0            | 0           | 0           | 0           | 0           | 0           | 0            | 1            | 2            | 11       | 2        | 0        | 1        | 14    |
| Giorni di neve              | 14           | 11           | 7            | 1            | 0           | 0           | 0           | 0           | 0           | 1            | 5            | 11           | 36       | 8        | 0        | 6        | 50    |
| Giorni di nebbia            | 6            | 5            | 3            | 1            | 0,4         | 0,2         | 0,2         | 0,4         | 1,0         | 2,0          | 5,0          | 8,0          | 19,0     | 4,4      | 0,8      | 8,0      | 32,2  |
| Umidità relativa media (%)  | 84           | 80           | 74           | 58           | 50          | 45          | 45          | 46          | 52          | 64           | 80           | 84           | 82,7     | 60,7     | 45,3     | 65,3     | 63,5  |
| Vento (direzione-m/s)       | E 4,3        | E 4,8        | E 4,7        | E 4,8        | E 4,3       | SW 4,1      | W 3,6       | N 3,5       | E 3,8       | E 3,8        | E 4,0        | E 4,0        | 4,4      | 4,6      | 3,7      | 3,9      | 4,1   |

## Economia
La città di Atyrau ha conosciuto un certo sviluppo a partire dagli anni novanta con la scoperta di importanti giacimenti di idrocarburi nell'area del nord del Caspio. In breve tempo è diventata un hub per lo sviluppo dei giacimenti Tengiz (onshore, sulla costa nord-est del Mar Caspio) e Kashagan (offshore, nel settore nord-orientale del Mar Caspio). Un oleodotto collega Atyrau con Samara, in Russia, dove si immette nel sistema di condotte russe. Un secondo oleodotto collega il giacimento di Kashagan con il porto russo di Novorossijsk, sul Mar Nero.

## Infrastrutture e trasporti
La città di Atyrau è servita dall''aeroporto regionale di Guryev, che si trova a pochi chilometri dal centro.

## Amministrazione

### Gemellaggi
Atyrau è gemellata con varie città nel mondo tra cui:
- Aktau
- Oral
- Aqtöbe
- Astrachan'
- Syktyvkar
- Ashdod
- Aberdeen

## Sport

### Calcio
La squadra principale della città è l'Atyraý.

## Galleria d'immagini
|  |  |  |